# کانت با ساد
کانت با ساد مقاله‌ای است از ژاک لاکان که در آن نویسنده پیوند بین آثار ایمانوئل کانت و مارکی دو ساد را بررسی می‌کند. اصل مقاله (فرانسوی: Kant avec Sade‎) در آوریل ۱۹۶۳ در مجله Critique منتشر شد.